# Chiesa di Santa Maria Nuova (Fano)

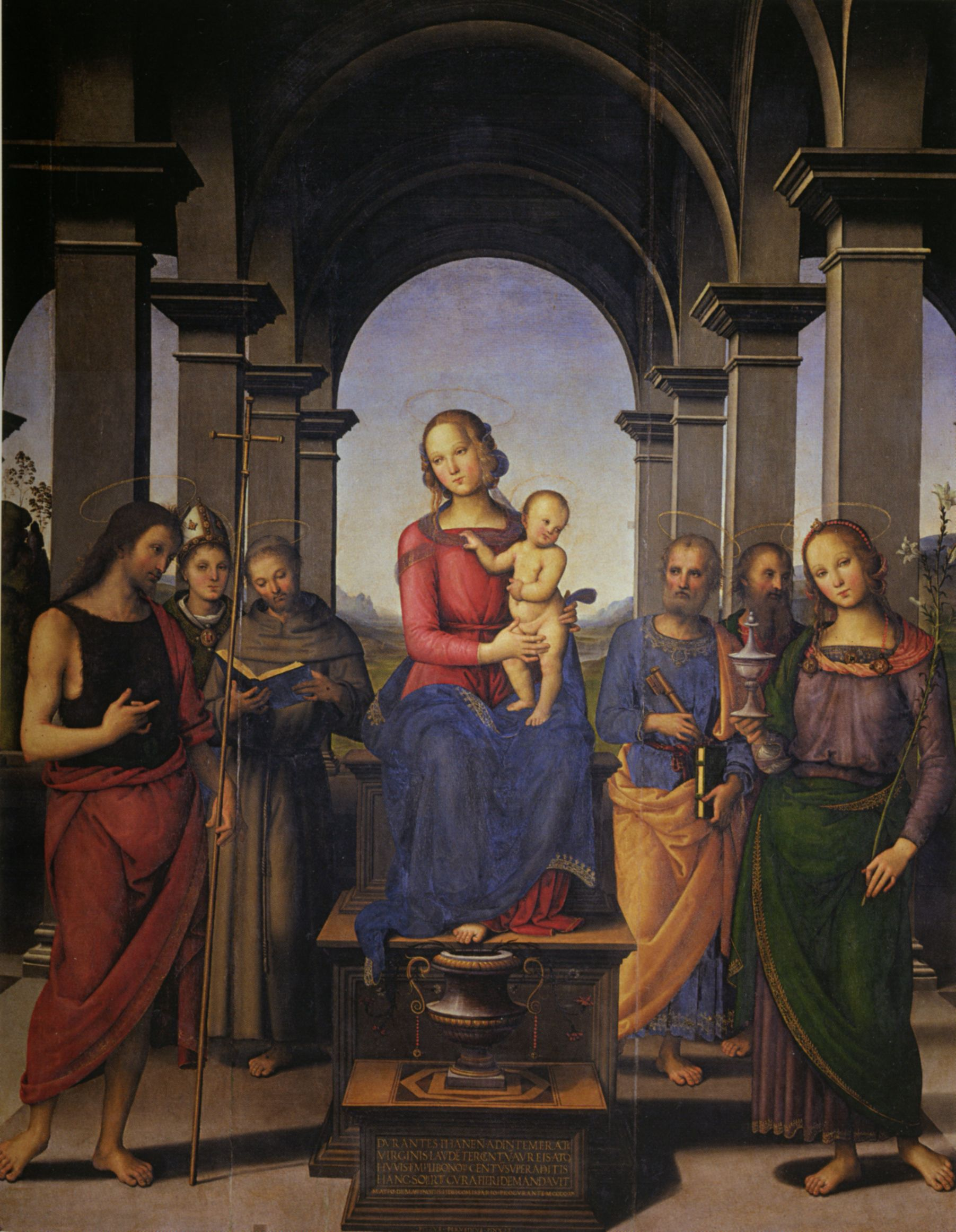
Perugino, Pala di Fano

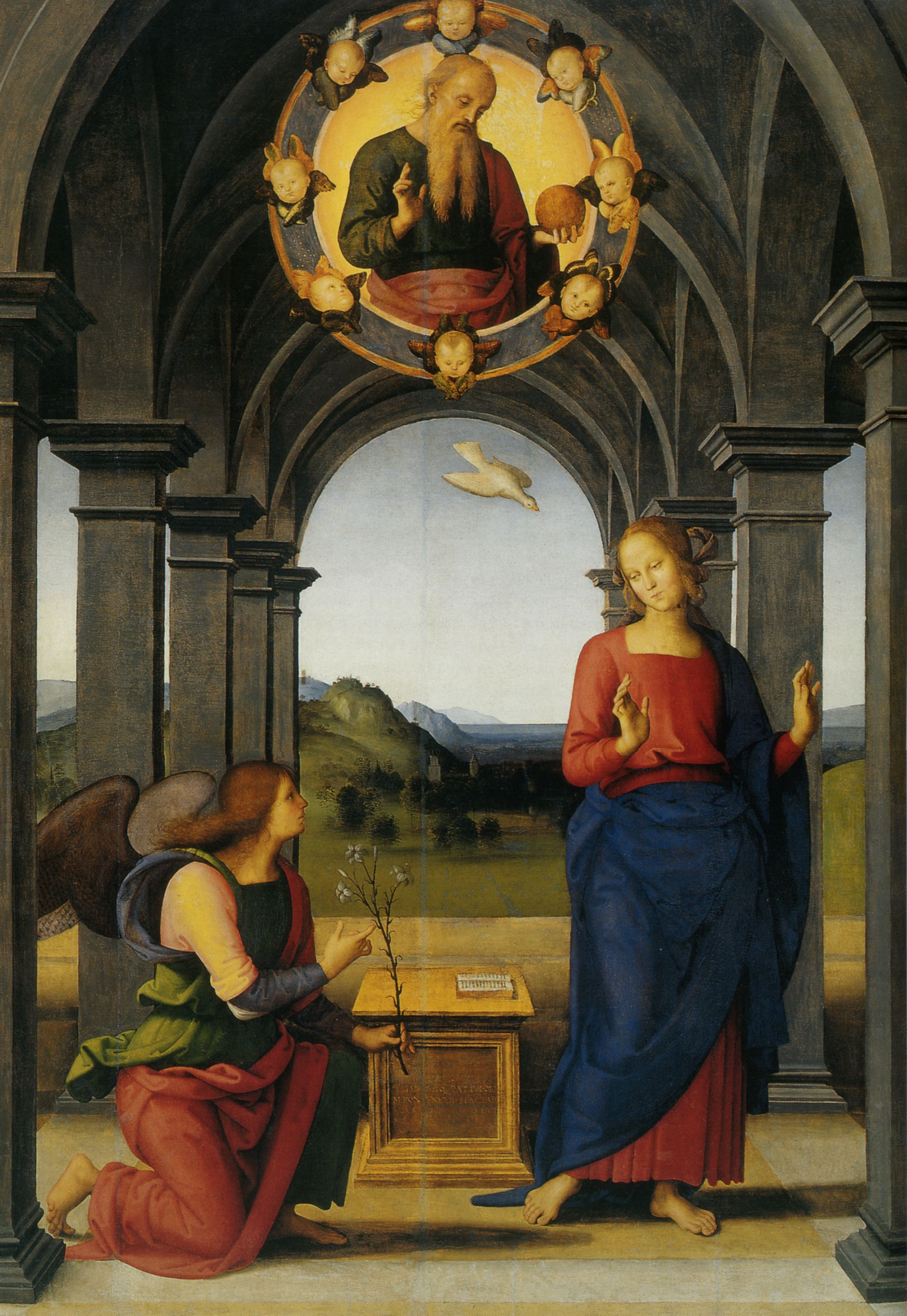
Perugino, Annunciazione di Fano

La chiesa di Santa Maria Nuova, in origine intitolata a San Salvatore è un luogo di culto del centro storico di Fano, all'estremità di via Giovanni de Tonsis.

## Storia
L'originaria chiesa parrocchiale di San Salvatore affonda le sue origini nell'età medievale, nel 1518 venne concessa ai Frati Minori Osservanti in fuga dal loro monastero extraurbano di Santa Maria Nuova di San Lazzaro a causa delle angherie perpetrate dalle truppe roveresche che assediarono Fano nel 1517. Proprio i Frati riedificarono l'antico luogo di culto dandogli l'assetto attuale, la chiesa fu poi rimaneggiata nel XVIII secolo e subì profondi restauri nel 1959 dopo le devastazioni (crollo del campanile con conseguente danneggiamento dell'area presbiteriale) dell'ultimo conflitto mondiale.
Ogni anno, dal 1962, è sede del Festival Organistico Santa Maria Nuova.

## Descrizione

### Architettura
All'esterno della chiesa l'interesse maggiore è dato dal pregevole portale rinascimentale che si trova sotto un arioso porticato rinascimentale, un'opera di Bernardino di Pietro da Carona, realizzata nel 1498 originariamente per abbellire la chiesa fuori le mura cittadine abbandonata dai frati.
L'interno è caratterizzato da un'unica grande navata e dal profondo presbiterio, decorato da stucchi settecenteschi.
Partendo dal lato destro, sul primo altare è possibile ammirare una tela di Francesco Giangolini raffigurante il Battesimo di Gesù. Nel terzo altare invece, si trova la Pala di Fano, tavola del Perugino realizzata nel 1497 e rappresentante la Madonna col Bambino in trono e i santi Maddalena, Paolo, Pietro, Francesco e Giovanni Battista con una lunetta con una Pietà; la ricca di forza plastica, data dal chiaroscuro e dal colore ne fanno uno dei capolavori dell'artista e non è impossibile che vi posto mano anche un giovanissimo Raffaello, così come nella predella con la Natività di Maria, Presentazione di Gesù al Tempio, Sposalizio della Vergine, Annunciazione e Assunzione.
Nell'abside si trova un pregevole coro ligneo opera di Antonio e Andrea Barili da Siena, realizzato tra il 1484 ed il 1489, è stato soggetto ad importanti rifacimenti dopo l'ultimo conflitto mondiale a causa dei danni subiti dall'esplosione del campanile.
Nel lato sinistro della chiesa, sul quarto altare, si trova una Madonna col Bambino e tre santi tela di Giovanni Maria Luffoni, al secondo, un'Annunciazione, altra tavola del Perugino risalente al 1489 mentre al primo la Visitazione, tavola di Giovanni Santi.

### Organo a canne
Ai due lati dell'altare maggiore, entro apposite nicchie con mostre composte da canne di principale, si trova l'organo a canne Mascioni opus 776, costruito nel 1959. Lo strumento, a trasmissione integralmente elettrica, ha 2952 canne per un totale di 79 registri distribuiti su tre tastiere, di 61 note ciascuna e pedaliera concavo-radiale di 32 note.